# GP La Marseillaise 2019
De 40e editie van de wielerwedstrijd GP La Marseillaise werd gehouden op 3 februari 2019. De renners reden 139,8 kilometer in en rond de stad Marseille. De wedstrijd maakte deel uit van de UCI Europe Tour 2019, in de categorie 1.1. Deze editie werd gewonnen door de Fransman Anthony Turgis.

## Uitslag
| GP La Marseillaise 2019 |                   |                          |          |
| Plaats                  | Naam              | Ploeg                    | Tijd     |
| Winnaar                 | Anthony Turgis    | Total Direct Energie     | 3u39'47" |
| 2                       | Romain Combaud    | Delko Marseille Provence | z.t.     |
| 3                       | Tom Van Asbroeck  | Israel Cycling Academy   | +23"     |
| 4                       | Julien Trarieux   | Delko Marseille Provence | z.t.     |
| 5                       | Zico Waeytens     | Cofidis                  | z.t.     |
| 6                       | Lilian Calmejane  | Total Direct Energie     | z.t.     |
| 7                       | Clément Venturini | AG2R La Mondiale         | z.t.     |
| 8                       | Milan Menten      | Sport Vlaanderen-Baloise | z.t.     |
| 9                       | Kévin Le Cunff    | Saint Michel-Auber 93    | z.t.     |
| 10                      | Aimé De Gendt     | Wanty-Groupe Gobert      | z.t.     |

1980 · 1981 · 1982 · 1983 · 1984 · 1985 · 1986 · 1987 · 1988 · 1989 · 1990 · 1991 · 1992 · 1993 · 1994 · 1995 · 1996 · 1997 · 1998 · 1999 · 2000 · 2001 · 2002 · 2003 · 2004 · 2005 · 2006 · 2007 · 2008 · 2009 · 2010 · 2011 · 2012 · 2013 · 2014 · 2015 · 2016 · 2017 · 2018 · 2019 · 2020 · 2021 · 2022 · 2023 · 2024 · 2025